# Vojislav Šešelj
Vojislav Šešelj (en serbio cirílico: Војислав Шешељ, pronunciado [vɔjislav ʃɛʃɛʎ]), nacido el 11 de octubre de 1954 en Sarajevo, actual Bosnia-Herzegovina, entonces Yugoslavia Socialista) es un político nacionalista serbio, fundador y presidente del Partido Radical Serbio.
Fue acusado de crímenes de guerra y crímenes contra la humanidad por el Tribunal Penal Internacional para la ex Yugoslavia (TPIY), y se entregó voluntariamente en febrero de 2003 para limpiar su nombre. Su juicio comenzó en noviembre de 2007. El 6 de noviembre de 2014, el TPIY le otorgó la libertad provisional a Šešelj. El 31 de marzo de 2016 se le absolvió de todos los cargos. El 11 de abril de 2018 fue condenado en apelación a 10 años de cárcel.

## Biografía

### Formación
Šešelj nació en Sarajevo, en una familia de la minoría étnica serbia ortodoxa procedente de Popovo Polje, en la entonces República Federal Socialista de Yugoslavia (RFSY), cerca de la ciudad de Trebinje. Su padre era originario de Montenegro y su madre procedía de un antiguo clan serbio de Herzegovina. Se graduó en Derecho en la Universidad de Sarajevo y obtuvo el doctorado en 1979. Estudiante brillante, se convirtió en el más joven PhD de Yugoslavia.
Enseñó Ciencias Políticas en Estados Unidos como profesor en la Universidad de Míchigan, aunque posteriormente regresó para enseñar en Sarajevo hasta 1984, cuando las autoridades yugoslavas lo detuvieron por sus actividades nacionalistas y fue condenado a ocho años de prisión, aunque el Tribunal Supremo de Belgrado conmutó la condena y fue puesto en libertad en 1986.

### Carrera política
Regresó a Estados Unidos en 1986, donde Momčilo Đujić (un líder chetnik de la Segunda Guerra Mundial) le concedió el título de Vojvoda de los Chetniks. Junto con Vuk Drašković y Mirko Jović, Šešelj fundó Renovación Nacional Serbia (SNO) en 1989, un partido político nacionalista y contrario al régimen socialista yugoslavo. Más tarde separó su facción para formar el Partido Radical Serbio.
La relación de Šešelj con el presidente Slobodan Milošević fue amistosa durante los primeros años de las Guerras Yugoslavas. Sin embargo, en septiembre de 1993 entraron en conflicto por la retirada de Milošević del apoyo a la República Srpska durante la Guerra de Bosnia. Milošević describió posteriormente a Šešelj como "la personificación de la violencia y el primitivismo". Šešelj volvió a la cárcel de nuevo en 1994 y 1995 por su oposición a Milošević.
En 1998, cuando la violencia en la provincia serbia de Kosovo aumentó, Šešelj se unió a Milošević en un gobierno de unidad nacional, colaborando brevemente con él.
Extremadamente desconfiado con los medios de comunicación extranjeros y las ONG que tenían presencia en la República Federal de Yugoslavia, Šešelj fue vice primer ministro de Serbia entre 1998 y 2000. Durante la Guerra de Kosovo y los bombardeos de la OTAN a Serbia, tanto él como sus correligionarios del Partido Radical Serbio estaban dispuestos a apoyar a Milošević, incluso después de tres meses de bombardeos fueron el único partido en votar en contra de la retirada de las fuerzas de seguridad serbias de Kosovo.

### Acusación del TPIY

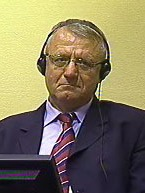
Šešelj declarando ante el Tribunal Penal Internacional para la antigua Yugoslavia.

A finales de febrero de 2003 Šešelj se entregó al Tribunal Penal Internacional para la ex Yugoslavia (TPIY), por la acusación de "ocho cargos de crímenes de lesa humanidad y seis de violaciones de las leyes o usos de la guerra por su presunta participación en una empresa criminal conjunta".
Durante su estancia en prisión, escribió un libro titulado "Kriminalac i ratni zločinac Havijer Solana" ("El delincuente y criminal de guerra Javier Solana", en serbio), una crítica al entonces secretario general de la OTAN (y alto representante para la Política Exterior y Seguridad Común, además de secretario general del Consejo de la UE y la Unión Europea Occidental), máximo responsable de la OTAN durante la Guerra de Kosovo.
El 2 de diciembre de 2006 alrededor de 40.000 personas marcharon por Belgrado en apoyo de Šešelj durante sus 28 días de huelga de hambre en La Haya, después de que el TPIY le negase el derecho a elegir su propio abogado defensor. En su intervención en el mitin, el líder del Partido Radical Serbio, Aleksandar Vucic, dijo: "No sólo está luchando por su vida. Lo hace por las de todos los que estamos aquí reunidos. ¡Vojislav Šešelj está luchando por Serbia!". Šešelj terminó su huelga de hambre el 8 de diciembre, después de haber sido autorizado a presentar su propia defensa.
A pesar de su retención en La Haya, Šešelj presentó su partido a la lista de contendientes para las elecciones serbias de 2007.
Según el TPIY, Vojislav Šešelj organizó y participó en la expulsión y el asesinato de croatas en Vojvodina (norte de Serbia) durante las Guerras Yugoslavas.

### Libertad condicional
A Šešelj se le concedió la libertad condicional en noviembre de 2014 con motivo de poder obtener asistencia médica debido a un cáncer que no se le permitió ser tratado mientras duraba su juicio, inconcluso desde hace once años.
Luego de regresar a Serbia, Šešelj afirmó que no volverá a La Haya voluntariamente, desafiando la garantía que daba el Gobierno serbio al TPIY de que sí lo haría.
Desde 2015, de cara a las elecciones parlamentarias convocadas tempranamente para 2016, Šešelj lidera la campaña del Partido Radical Serbio bajo el eslogan de "Србију у сигурне руке/Srbiju u sigurne ruke" (Serbia en manos seguras), teniendo como objetivo volver a entrar en el Parlamento serbio.
El 24 de marzo del 2016 Šešelj lidera una protesta en Belgrado en conmemoración del 17.º aniversario del bombardeo de la OTAN sobre Yugoslavia. En ella además se manifestó en contra del TPIY y su condena de 40 años para Radovan Karadžić.

### Absuelto de todos los cargos
Luego de más de un año de dejar el tribunal, éste dicta su veredicto el 31 de marzo de 2016. El tribunal declara no culpable a Šešelj de los nueve cargos que tenía en su contra, causando una serie de reacciones en Serbia y el resto de los balcanes.

### Apelación
El 11 de abril de 2018 los jueces del MICT (el sucesor del TPIY) lo han condenado a 10 años de cárcel, pero los años ya pasados en custodia superan la pena.